# Магомедшарипов, Забит Ахмедович
Заби́т Ахме́дович Магомедшари́пов (род. 1 марта 1991, Хасавюрт, Дагестанская АССР, СССР) — российский боец смешанных боевых искусств, выступавший под эгидой UFC в полулёгкой весовой категории. Бывший чемпион ACB в полулёгком весе.

## Биография
Родился в Дагестане в селении Советское,Хасавюртовского района. В возрасте 10 лет начал заниматься вольной борьбой у себя в селе под руководством Заура Нурмагомедова. Некоторое время занимался кикбоксингом и футболом, а в 2003 году поступил в школу «Пять сторон света» в с. Халимбекаул Буйнакского района. С тех пор начались тренировки по ушу-саньда. С 2012 года начал выступать на соревнованиях по смешанным единоборствам. Его младший брат, Хасан Магомедшарипов, также является профессиональным бойцом смешанных единоборств.

## Карьера

#### Absolute Championship Berkut
14 ноября 2014 года дебютировал в российском промоушене ACB, в 2015 году принял участие в гран-при полулегкого веса, где стал победителем. 9 марта 2016 года завоевал титул чемпиона ACB в полулегком весе.

#### Ultimate Fighting Championship
В мае 2017 года Магомедшарипов подписал контракт в UFC на четыре боя.
Первый бой Магомедшарипова состоялся 2 сентября 2017 года на турнире UFC Fight Night: Volkov vs. Struve. Изначально соперником был выбран Ник Хейн, однако 27 августа Ник выбыл из боя и был заменен Майком Сантьяго. Магомедшарипов выиграл бой во втором раунде удушающим приёмом сзади и получил премию «Выступление вечера».
Следующий бой Магомедшарипова состоялся 25 ноября 2017 года на турнире UFC Fight Night: Bisping vs. Gastelum против Шеймона Мораеса. Магомедшарипов выиграл бой в третьем раунде удушающим приёмом анаконда и заработал очередную премию «Выступление вечера».
На турнире UFC 223 7 апреля 2018 года Магомедшарипов столкнулся с Кайлом Бочняком. Магомедшарипов выиграл бой единогласным решением судей и заработал премию «Лучший бой вечера».
Бой Магомедшарипова против Яира Родригеса ожидался 8 сентября 2018 года на UFC 228, однако Родригес выбыл из боя сославшись на травму, на замену вышел Брэндон Дэвис. Магомедшарипов выиграл бой болевым приёмом рычаг колена.
Болевой прием Забита Магомедшарипова в поединке против Брэндона Дэвиса, был признан лучшим в UFC по итогам 2018 года.
На турнире UFC 235 2 марта 2019 года Магомедшарипов встретился с Джереми Стивенсом. В этом бою одержал победу Магомедшарипов единогласным решением судей.
Магомедшарипов должен был встретиться с Кэлвином Каттаром 18 октября на турнире UFC on ESPN: Reyes vs. Weidman, но 13 сентября выбыл в связи полученной травмой. Бой был перенесен и состоялся на UFC Fight Night: Zabit vs. Kattar. Магомедшарипов одержал победу единогласным решением судей и заработал премию «Лучший бой вечера».
В 2022 году объявил о завершении карьеры.

## Титулы и достижения

### Смешанные единоборства
- Ultimate Fighting Championship
  - Обладатель премии «Лучший бой вечера» (два раза) против Кайла Бочняка и Кэлвина Каттара[21][22]
  - Обладатель премии «Выступление вечера» (два раза) против Шаймона Мораеса и Майка Сантьяго[23][24]
- Absolute Championship Berkut
  - Чемпион ACB в полулёгком весе (один раз)
  - Победитель гран-при ACB в полулёгком весе
- MMADNA.nl
  - 2017 «Европейский новичок года»[25]
  - 2018 «Болевой прием года»[26]
- Ariel Helwani’s show
  - 2018 «Болевой прием года» против Брэндона Дэвиса[27]

### Ушу-Саньда
- Чемпион России (4x)[28]
- Чемпион Европы[28]
- Победитель Кубка Мира[28]

## Статистика в смешанных единоборствах
| Боёв 19  | Побед 18 | Поражений 1 |
| -------- | -------- | ----------- |
| Нокаутом | 6        | 0           |
| Сдачей   | 7        | 1           |
| Решением | 5        | 0           |

| Результат | Рекорд | Соперник               | Способ                                          | Турнир                                      | Дата             | Раунд | Время | Место                   | Примечание                                              |
| --------- | ------ | ---------------------- | ----------------------------------------------- | ------------------------------------------- | ---------------- | ----- | ----- | ----------------------- | ------------------------------------------------------- |
| Победа    | 18-1   | Кэлвин Каттар          | Единогласное решение                            | UFC Fight Night: Magomedsharipov vs. Kattar | 9 ноября 2019    | 3     | 5:00  | Москва, Россия          | Бой вечера.                                             |
| Победа    | 17-1   | Джереми Стивенс        | Единогласное решение                            | UFC 235                                     | 2 марта 2019     | 3     | 5:00  | Лас-Вегас, США          |                                                         |
| Победа    | 16-1   | Брэндон Дэвис          | Болевой приём (рычаг колена)                    | UFC 228                                     | 8 сентября 2018  | 2     | 3:46  | Даллас, США             | Болевой приём года                                      |
| Победа    | 15-1   | Кайл Бочняк            | Единогласное решение                            | UFC 223                                     | 7 апреля 2018    | 3     | 5:00  | Нью-Йорк, США           | Бой вечера                                              |
| Победа    | 14-1   | Шеймон Мораес          | Удушающий приём (анаконда)                      | UFC Fight Night 122                         | 25 ноября 2017   | 3     | 4:30  | Шанхай, Китай           | Выступление вечера                                      |
| Победа    | 13-1   | Майк Сантьяго          | Удушающий приём (сзади)                         | UFC Fight Night 115                         | 2 сентября 2017  | 2     | 4:22  | Роттердам, Нидерланды   | Дебют в UFC. Выступление вечера                         |
| Победа    | 12-1   | Валдинес Сильва        | Технический нокаут (удары)                      | ACB 45                                      | 17 сентября 2016 | 1     | 1:54  | Санкт-Петербург, Россия | Защитил титул чемпиона ACB в полулёгком весе            |
| Победа    | 11-1   | Шейх-Магомед Арапханов | Нокаут (удар)                                   | ACB 31                                      | 9 марта 2016     | 1     | 4:19  | Грозный, Россия         | Завоевал вакантный титул чемпиона ACB в полулёгком весе |
| Победа    | 10-1   | Абдул-Рахман Темиров   | Удушающий приём (гильотина)                     | ACB 24 - Grand Prix Berkut 2015 Final       | 24 октября 2015  | 1     | 4:16  | Москва, Россия          | Финал гран-при ACB в полулегком весе                    |
| Победа    | 9-1    | Мухамед Коков          | Технический нокаут (травма руки)                | ACB 20                                      | 14 июня 2015     | 2     | 3:57  | Сочи, Россия            |                                                         |
| Победа    | 8-1    | Артак Назарян          | Технический нокаут (отказ от продолжения боя)   | ACB 15 - Grand Prix Berkut 2015 Stage 2     | 21 марта 2015    | 2     | 4:08  | Нальчик, Россия         | Полуфинал гран-при ACB в полулегком весе                |
| Победа    | 7-1    | Орудж Заманов          | Удушающий приём (гильотина)                     | ACB 11                                      | 14 ноября 2014   | 2     | 1:11  | Грозный, Россия         | Дебют в ACB                                             |
| Победа    | 6-1    | Сармат Ходов           | Единогласное решение                            | OC - Oplot Challenge 88                     | 16 ноября 2013   | 3     | 5:00  | Харьков, Украина        |                                                         |
| Победа    | 5-1    | Сергей Соколов         | Удушающий приём (треугольник)                   | Fight Nights - Krepost Selection            | 20 сентября 2013 | 2     | 2:49  | Москва, Россия          |                                                         |
| Поражение | 4-1    | Игорь Егоров           | Болевой приём (рычаг локтя)                     | ProFC 47                                    | 14 апреля 2013   | 3     | 1:27  | Ростов-на-Дону, Россия  |                                                         |
| Победа    | 4-0    | Ифтихор Арбобов        | Технический нокаут (остановка по решению врача) | ProFC 44                                    | 2 декабря 2012   | 2     | 5:00  | Чехов, Россия           |                                                         |
| Победа    | 3-0    | Абкерим Юнусов         | Удушающий приём (сзади)                         | ProFC 42                                    | 13 октября 2012  | 2     | 1:56  | Харьков, Украина        |                                                         |
| Победа    | 2-0    | Тимур Болатов          | Единогласное решение                            | LK - Liga Kavkaz 2012                       | 3 июля 2012      | 3     | 5:00  | Хасавюрт, Россия        |                                                         |
| Победа    | 1-0    | Жумагельды Жетписбаев  | Технический нокаут (Удары)                      | OGC - Odessa Golden Cup                     | 9 мая 2012       | 1     | 3:30  | Одесса, Украина         |                                                         |